# Ricardo Villa
Ricardo Julio "Ricky" Villa (* 18. srpen 1952, Roque Pérez) je bývalý argentinský fotbalista. Nastupoval především na postu záložníka.
S argentinskou reprezentací se stal mistrem světa roku 1978, na závěrečném turnaji nastoupil ke dvěma zápasům. V národním týmu odehrál 17 utkání, v nichž dal jeden gól.
S anglickým klubem Tottenham Hotspur, v němž působil pět sezón (1978-1983), dvakrát vybojoval národní pohár FA Cup (1980/81, 1981/82). V Argentině hrál první ligu za Quilmes AC, San Martin Tucumán, Atlético Tucumán a Racing Club Avellaneda. Hrál též kolumbijskou nejvyšší soutěž za Deportivo Cali a americkou za Fort Lauderdale Strikers.